# X-51乘波者試驗機
X-51乘波者（英語：X-51 WaveRider）是美國波音研發的一種無人極音速試驗機，最高速度可達音速5.1倍，是美國為數不少的超音速燃烧冲压发动机試驗機之一。首架乘波者在2010年5月26日完成了音速5倍的試驗，最後一次試驗在2013年5月1日，歷次試驗總共四次。
X-51之所以獲名「乘波」（WaveRider）是因為它能靠著「駕馭」所生產衝擊波來形成「壓縮升力」。

## 背景

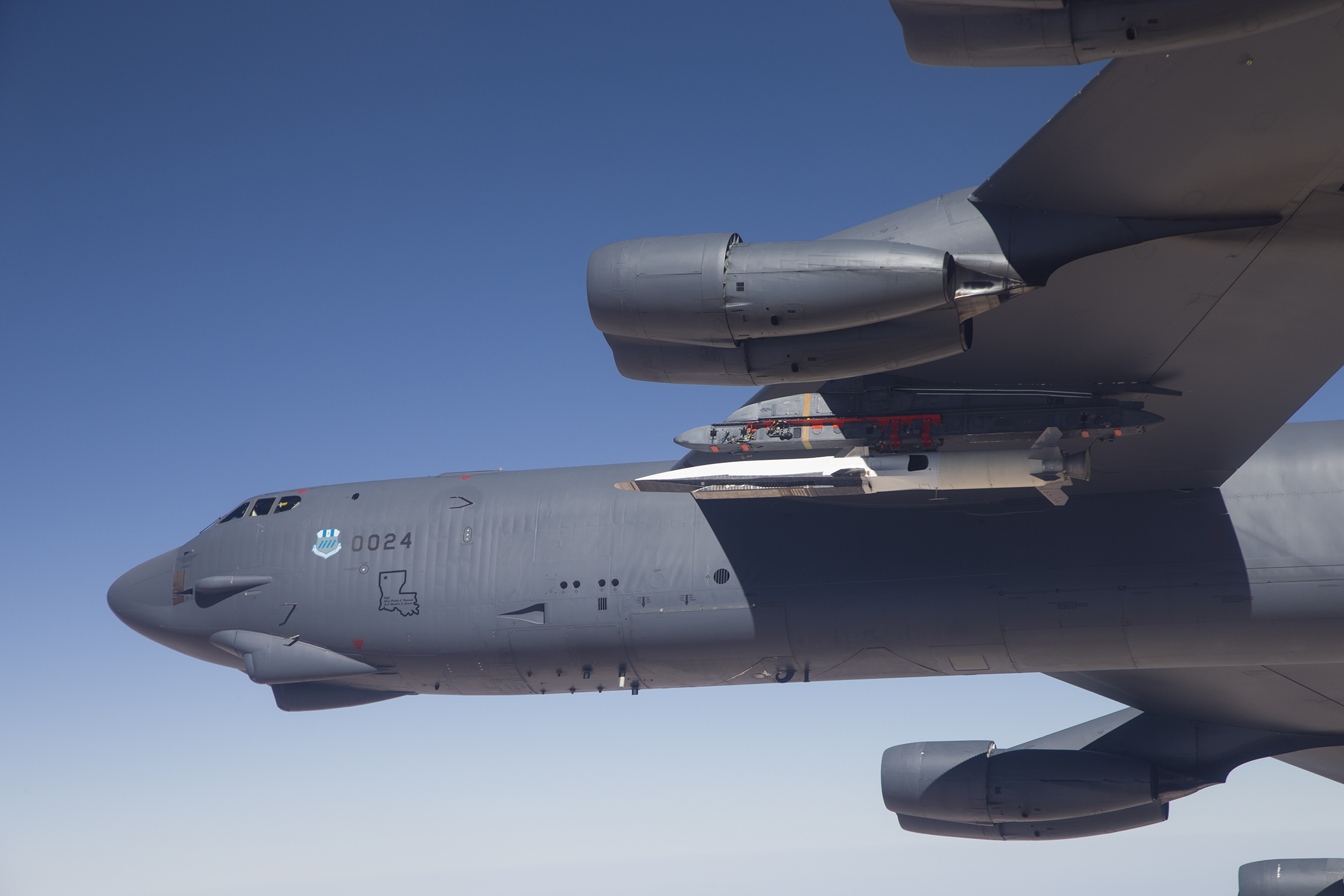
一架X-51A乘波者試驗機裝備於B-52同溫層堡壘轟炸機上準備進行試射。

在20世紀90年代，美國空軍研究實驗室（AFRL）便開展了一項名為「HyTECH」的超音速燃燒衝壓發動機計劃，於是空軍研究實驗室便與普惠公司簽署一份關於開發一種超音速燃燒衝壓發動機的合同，同時也選擇波音公司負責機體的製造。其中「HyTECH」計劃所產生的SJX61發動機最初是為X-43C而設計，然而X-43的後期開發被中止，最終在這種情況所產生的結果便是改為應用於X-51中，因此X-51項目的出現可以看作為替換X-43項目而生。
作為美軍測試高超音速技術重點的乘波者，採用了許多美國在世界上依然首屈一指的尖端技術，可以說是X-43試驗機和SR-71黑鳥式偵察機的技術結晶品。例如乘波者的SJX61發動機採用了碳氫燃料設計，這種物料為發動機提供了很好的穩定、耐熱和抗爆能力。同時乘波者還採用了一種「主動冷卻技術」，可通過熱交換器來實現機身表面和發動機降溫，其冷卻結構比SR-71更為先進。
不過真正為X-51較為獨特的技術便是「乘波技術」，這種技術是建基於整體機身布局，X-51在設計上就採用了乘波設計，由機身頭部設計至腹部的進氣道都形成了獨特流線外形，整體的機身分布使X-51產生的壓力都用於機體上升的升力，形成所謂的「壓縮升力」。

## 飛行試驗

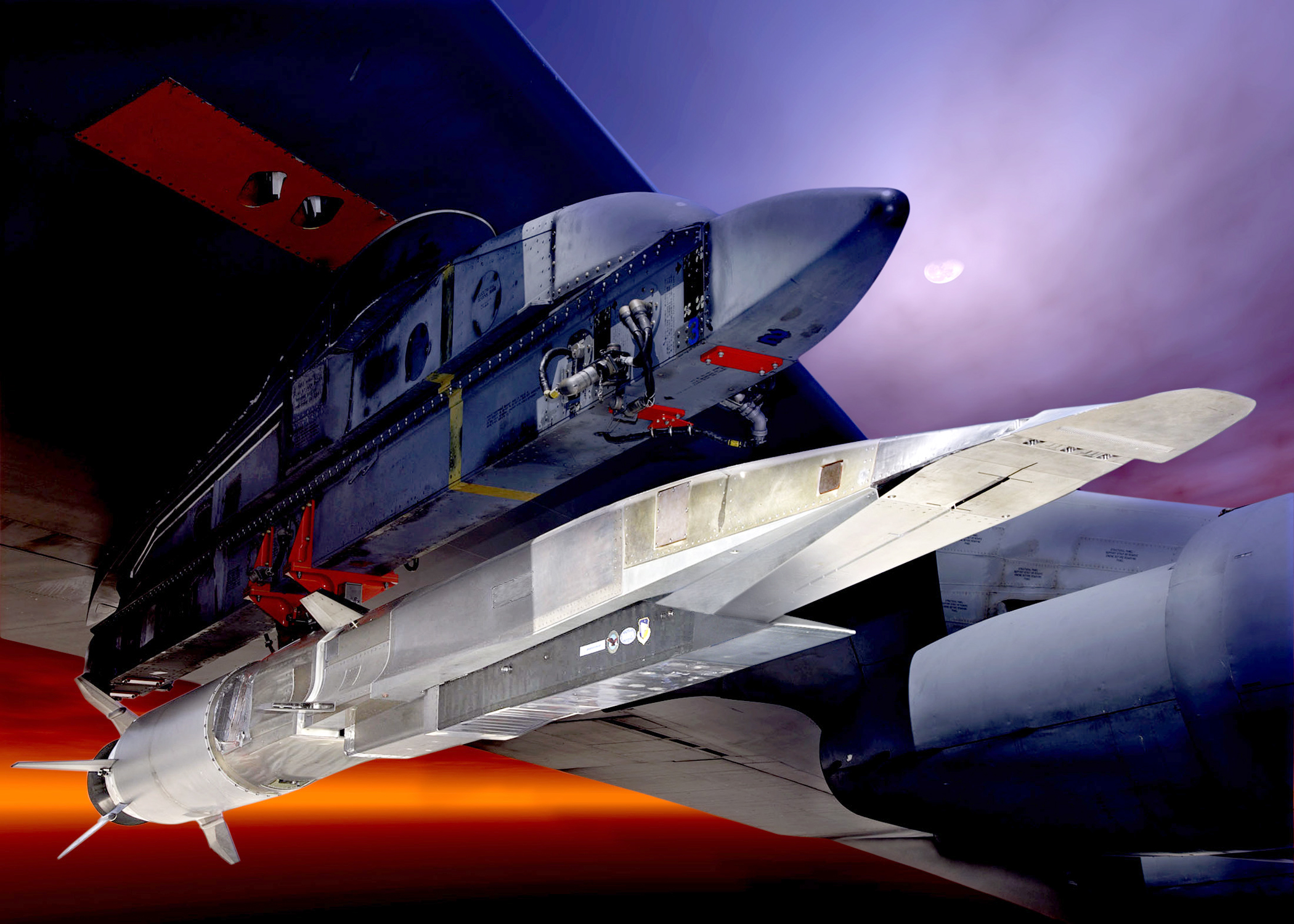
近看X-51A乘波者試驗機。

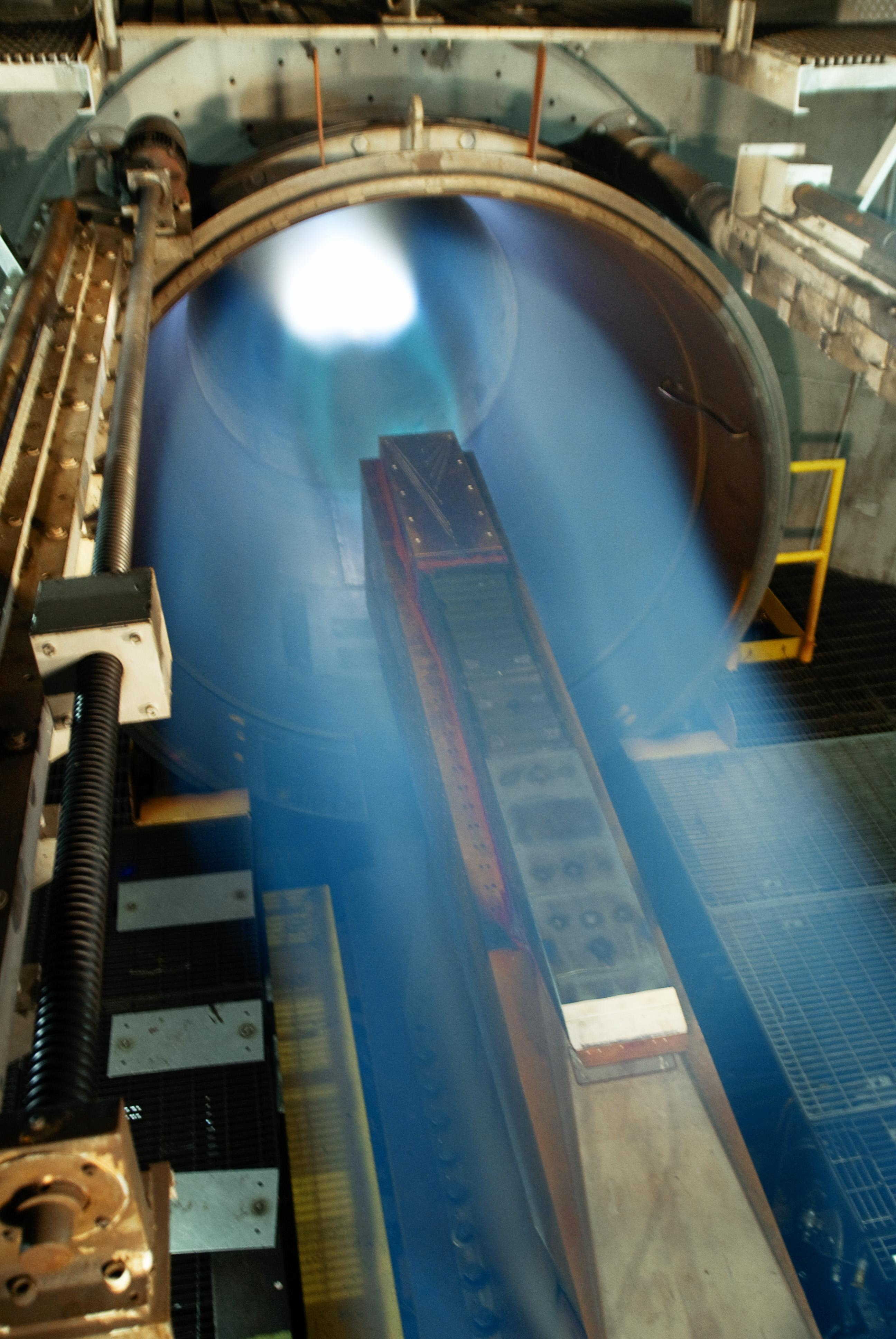
SJX61-2發動機進行測試。

X-51乘波者號一共試驗了四次，其中兩次是失敗，但四次試驗目標都是希望能夠完成持續300秒的音速六倍飛行，可是四次的試驗沒一次能夠達到這個目標。不過，該項目的新技術試驗也為美國提供了很好的經驗，無疑為下一次試驗機造就了一個很好的基礎。

### 第一次試驗
2010年5月25日，X-51A原按計劃進行首次試飛，但由於航運交通失誤導致首次試驗被延遲了24小時。翌日，X-51A成功以B-52同溫層堡壘轟炸機的機翼作為起飛平台起飛，並在四分鐘之內依靠固體火箭助推器加速至音速4.8倍速度，然後與助推器分離再啟動衝壓發動機，其後X-51A在高空成功加速至音速5.1倍，最後墜入太平洋，完成了首次試驗。

### 第二次試驗
不過第二次試驗也和首次試驗一樣過程並不順利。2011年6月13日，美國按照計劃進行X-51A的第二次試驗，與首次一樣作由B-52轟炸機作為發射平台將X-51A釋放出去，並且在發射出去的同時成功透過助推器加速至音速5倍以上，但助推器脫離後，X-51A將發動機進道開啟的動作並不成功，導致第二次試驗被宣告失敗。

### 第三次試驗
第三次試驗開始前，有報道指出波音針對了上一次的問題進行了修改，希望彌補不足。2012年8月14日，X-51A同樣地按照試飛程序由B-52轟炸機發射，在被發射出去的時候，X-51A曾經飛行了持續16秒的音速六倍飛行，但這次的試飛由於飛行器的控制翼在開啟發動機前失衡，導致飛機只是在空中飛了16秒就直接墜入大海。

### 第四次試驗
2013年5月1日，X-51A進行了第四次試驗，在試飛過程中每個步驟也成功進行，最終在耗盡燃油的情況下完成了持續3分30秒的音速5.1倍的飛行，完成了X-51A的所有試驗。

## 技术指标
- 长度: 25英尺（7.6）
- 空重: 4,000英磅（1,800）
- 最大速度: 大于5.1马赫 (6,200 km/h)
- 航程: 460英里（740）

## 关联项目
- X-7試驗機
- 超燃沖壓發動機計劃（英语：Scramjet programs）（HyTECH）
- X-43試驗機
- 布拉莫斯-II巡航導彈（英语：BrahMos-II）

### 外部鍵接
- X-51 fact sheet on USAF site（页面存档备份，存于）
- .   [2021年2月9日]. （原始内容存档于2012年11月14日）.
- "AFRL mulls adding scope to X-51A Waverider hypersonic tests"（页面存档备份，存于）. Flight International, March 2009.
- "Pratt & Whitney Rocketdyne Scramjet Excels in USAF Tests" （页面存档备份，存于）. Aviation Week - subscription
- YouTube video of FoxNews report, preceding test flight （页面存档备份，存于）
- YouTube video of test flight, shot from NASA chase plane （页面存档备份，存于）